# Derenyő
Derenyő románul: Drinova, falu Romániában, a Bánságban, Temes megyében.

## Fekvése
Lugostól keletre fekvő település.

## Története
Derenyő nevét 1514-1516 között említette először Drynowa néven. 1808-ban Drinova, 1909-ben Drinova, 1913-ban Derenyő néven volt említve.
A település egykori földesura a királyi kamara volt.
1851-ben Fényes Elek írta a településről: „Drinova, Krassó vármegyében: 2 katholikus, 263 óhitű lakossal, anyatemplommal, termékeny földekkel.”
A trianoni békeszerződés előtt Krassó-Szörény vármegye Lugosi járásához tartozott. 1910-ben 396 lakosából 390 román, 5 német volt. Ebből 390 görög keleti ortodox, 6 római katolikus volt.

## Források

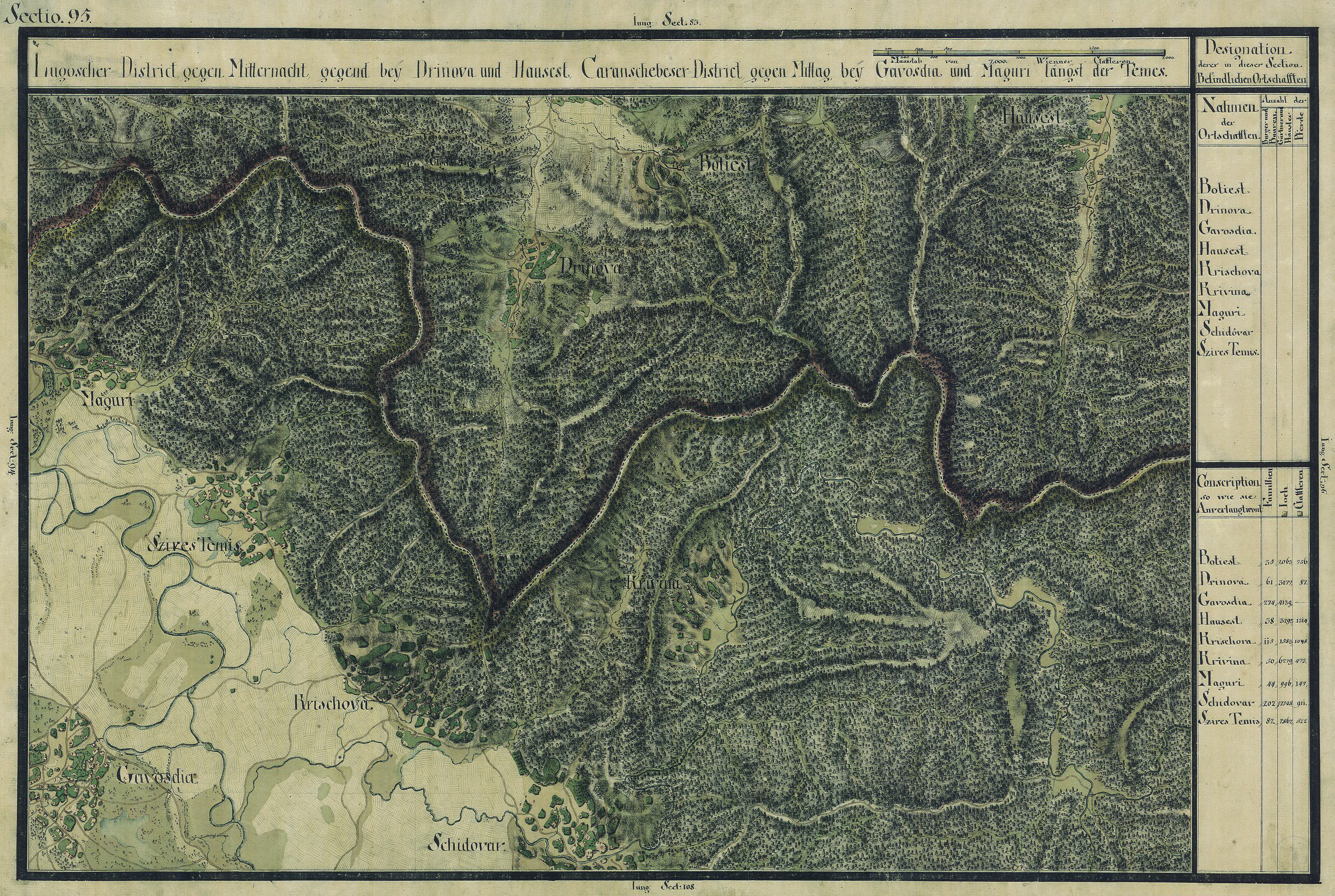
Derenyő egy régi térképen